# Братська любов (фільм, 1928)
«Братська любов» (англ. Brotherly Love) — американська комедійна драма режисера Чарльза Райснера 1928 року.

## У ролях
- Карл Дейн — Оскар
- Джордж К. Артур — Джеррі
- Джин Артур — Мері
- Річард Карлайл — Варден Браун
- Едвард Коннеллі — Коггсвілл
- Марсія Гарріс — місіс Коггсвілл
- Бастер Кітон — перукар